# Acosta (tổng)
Acosta là một tổng ở tỉnh San José thuộc Costa Rica. Tổng này có diện tích 242,24 km², và dân số là 19.839 người. Thủ phủ của tổng này là San Ignacio.
Tổng miền núi này có địa giới từ Cerros de Escazú ở rìa tây của vùng đô thị San José, tiếp tục về phía tây và nam giữa sông Negro nằm ở phía bắc và sông Jorco ở phía đông, trên một khu vực lớn của dãy núi ven biển, cuối cùng kết thúc ở ranh giới với tỉnh Puntarenas gần bờ Thái Bình Dương ở tổng Parrita.
Tổng này được lập theo sắc lệnh ngày 27 tháng 10 năm 1910.
Tổng Acosta được chia thành 5 huyện.
1. San Ignacio
2. Guaitil
3. Palmichal
4. Cangrejal
5. Sabanillas